# إمارة كابوا

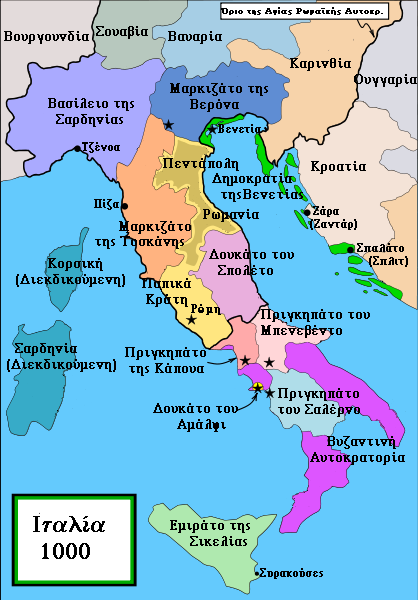

كانت إمارة كابوا دولة لومباردية في جنوب إيطاليا مستقلة بحكم الأمر الواقع ولكن تحت هيمنة الإمبراطورية الرومانية المقدسة. كانت في الأصل مقاطعة ضمن إمارة ساليرنو.